# Taniela Waqa
Taniela Evo Waqa (22 giugno 1983) è un calciatore figiano, difensore del Labasa.

## Carriera

### Club
Dopo aver giocato per diverse stagioni in varie squadre figiane, nel 2011 è passato all'Hekari United, con la cui maglia ha vinto un campionato di Papua Nuova Guinea.
Nella stagione 2011-2012 ha giocato 4 partite; nella stagione successiva ha invece giocato 3 partite, senza mai segnare.

### Nazionale
Tra il 2006 ed il 2013 ha giocato 20 partite nelle varie edizioni delle qualificazioni ai Mondiali, segnando anche 2 gol. Ha partecipato anche ai Giochi del Sud Pacifico nel 2007, nei quali ha segnato 2 gol: il 27 agosto nella partita vinta per 4-0 contro le Isole Cook e il 1º settembre nella partita vinta per 4-1 contro Tahiti; nel 2004 e nel 2012 ha inoltre fatto parte della rosa della sua nazionale che ha partecipato alla Coppa d'Oceania, nella quale ha giocato 7 partite senza mai segnare.

## Palmarès

### Club

#### Competizioni nazionali
- National Soccer League: 3

Hekari United: 2011-2012, 2013, 2014
- Campionato interdistrettuale figiano: 1

Lautoka Football Club: 2005
- Champions vs. Champions figiana: 1

Labasa Football Club: 2008